# 阮德寶
阮德寶（越南语：／；17世紀—1694年），清華河中府宋山縣人，廣南國政治人物。

## 生平
阮德寶出身掌奇，陽德元年（1672年）鄭主攻打廣南，他和張福崗為左右先鋒在𤅷江大勝鄭軍，後為廣南鎮守掌營，義王阮福溙即位後陞廣南鎮撫，明王阮福淍即位後再陞左軍都督府左都督掌府事，進封郡公，依舊鎮守廣南，他在當地與居民和睦，朝廷賜璽書褒獎，又給予銅印黑轎旌異，到正和十五年（1694年）七月去世，追贈佐理功臣特進柱國上將軍錦衣衛開府掌府事少保，諡號勤慎，賜銀絹錦綺厚葬。
兒子阮德康以蔭歷官左步營掌奇，永盛九年（1713年）陞掌營，領廣平鎮守，十一年（1715年）陞留屯道統率；孫阮德春官至該奇。

## 引用
1. 1 2  《大南列傳前編·卷四》：阮德寶，清化貴縣人，父德壯初從南入籍于富春，官至該隊；德寶歷官掌奇，太宗皇帝二十四年鄭兵來侵，德寶與張福崗為左右先鋒戰于𤅷江大獲勝仗，後為廣南鎮守掌營，英宗皇帝初年夏陞為廣南鎮撫，顯宗皇帝初年春陞為左軍都督府左都督掌府事，進郡公仍鎮廣南，德寶在廣南久能和輯其民，朝廷璽書褒獎，賜銅印黑轎以旌異之，甲戌秋卒，贈佐理功臣特進柱國上將軍錦衣衛開府掌府事少保，賜銀絹錦綺厚葬之。子德康以蔭歷官左步營掌奇，顯宗皇帝二十二年陞掌營，領廣平鎮守，二十四年陞留屯道統率；康子春官至該奇。
2. ↑  《大南實錄前編·卷七·顯宗孝明皇帝寔錄上》：（顯宗甲戌三年七月）廣南鎮撫左都督阮德寶卒。德寶輔佐歷朝，夙有重望，上悼惜之，贈佐理功臣特進柱國上將軍錦衣衛開府掌府事少保，諡勤慎，賜銀絹錦綺厚葬之。